# Ernesto Villar Millares
Pour les articles homonymes, voir Villar (nom de famille) et Millares (homonymie).
Ernesto Villar Millares (né à Alicante en 1849 et décédé à Novelda (Alicante) en 1916) est un compositeur et musicologue espagnol. Il est le disciple de son oncle Francisco Villar Modones, chef d'orchestre au Teatro Principal d'Alicante dont il prendra la place.

## Biographie
En 1871, il entre dans le Cuerpo Pericial de Aduanas, où il reste onze ans. En 1892, de retour à Alicante, il commence à diriger une société de quatuor de musique classique, en même temps qu'il est nommé maître de musique de la chapelle de San Nicolás de Bari. Il est académicien correspondant de la Academia de San Fernando et professeur de musique de l'Escuela Normal de Magisterio d'Alicante.

## Œuvres
Il a composé des œuvres religieuses et des hymnes. Il a laissé des œuvres pour orgue, piano et chœur. Parmi ses travaux littéraires sur la musique, on trouve Impresiones (1890), Alicante artístico-musical (1893), El arte bello de la música (1894) et Homenaje a Clavé (1894).